# Templeuve (België)
Templeuve is een dorp in de Belgische provincie Henegouwen en een deelgemeente van de Waalse stad Doornik. Templeuve was een zelfstandige gemeente, tot die bij de gemeentelijke herindeling van 1977 toegevoegd werd aan de gemeente Doornik. Het dorpje ligt in het westen van de fusiegemeente Doornik, tegen de Franse grens.

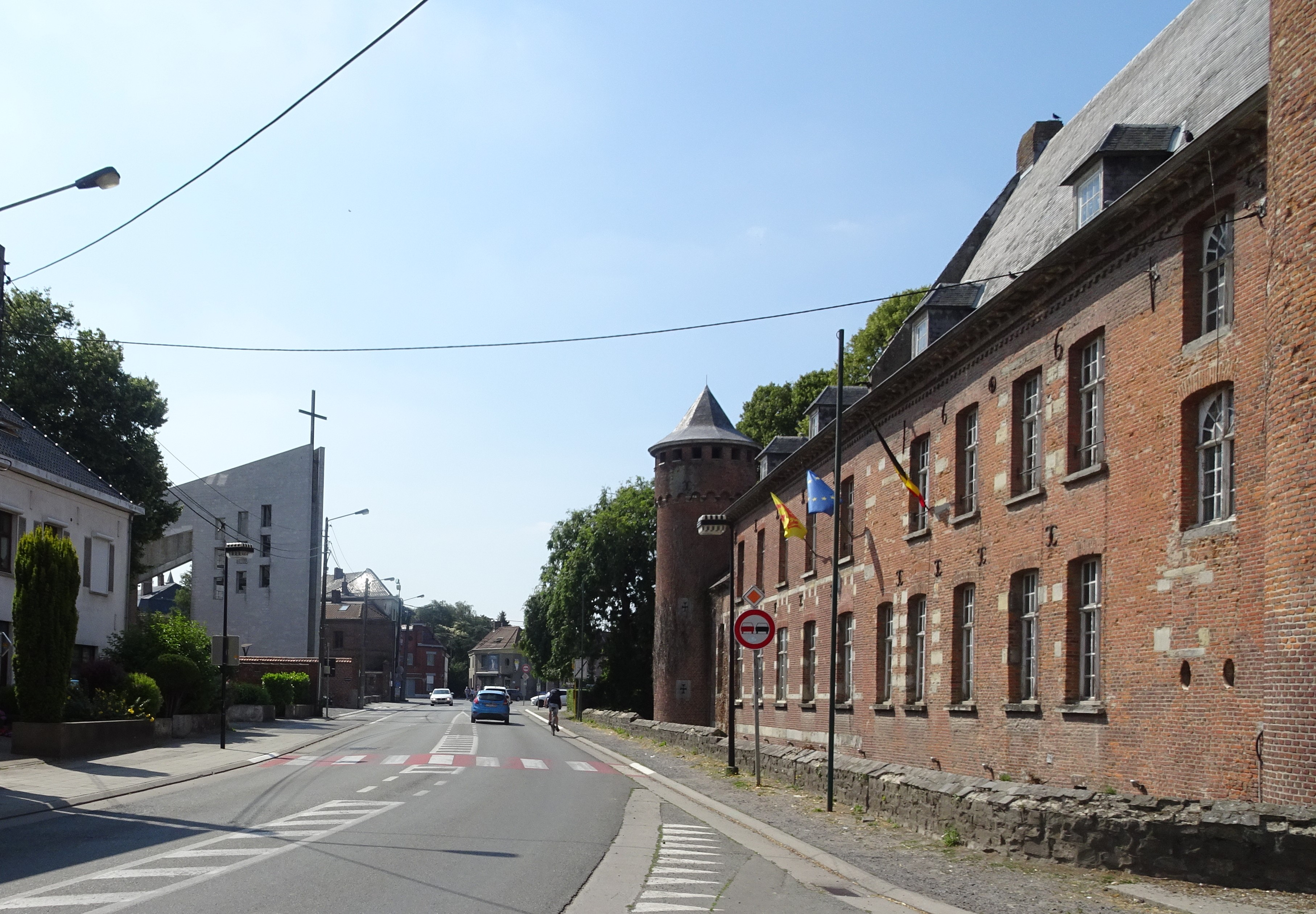
Templeuve

## Bezienswaardigheden
- De Sint-Stefanuskerk (Église Saint-Étienne), een neogotische kerk van 1870.
- Het Kasteel van Templeuve (Château de Templeuve).
- Op de begraafplaats van Templeuve bevindt zich een perk met 13 Britse oorlogsgraven uit de Eerste Wereldoorlog en een perk met 13 oorlogsgraven uit de Tweede Wereldoorlog.

## Natuur en landschap
Templeuve ligt in de Doornikse Leemstreek. De hoogte bedraagt ongeveer 31 meter. In het westen ligt de Belgisch-Franse grens. In het oosten ligt de autoweg E 403.

## Demografische ontwikkeling
- Bronnen:NIS, Opm:1831 tot en met 1970=volkstellingen

## Sport
In het dorp speelt voetbalclub RSC Templeuvois, een van de oudere clubs bij de KBVB. De club speelde in haar bestaan enkele jaren in de nationale reeksen.

## Geboren
- Marcel Alavoine (1898-1967), atleet

## Nabijgelegen kernen
Toufflers, Willems, Blandain, Ramegnies-Chin, Néchin